# Cabezo Toro (San Cristóbal de La Laguna)
Cabezo Toro, también llamado Cabeza de Toro, es un pequeño caserío perteneciente al municipio de San Cristóbal de La Laguna, en la isla de Tenerife —Canarias, España—, situado en el macizo de Anaga.
Es uno de los núcleos que forman la zona conocida como Las Montañas, que aglutina a la mayoría de los caseríos ubicados en el macizo de Anaga pertenecientes a La Laguna.

## Toponimia

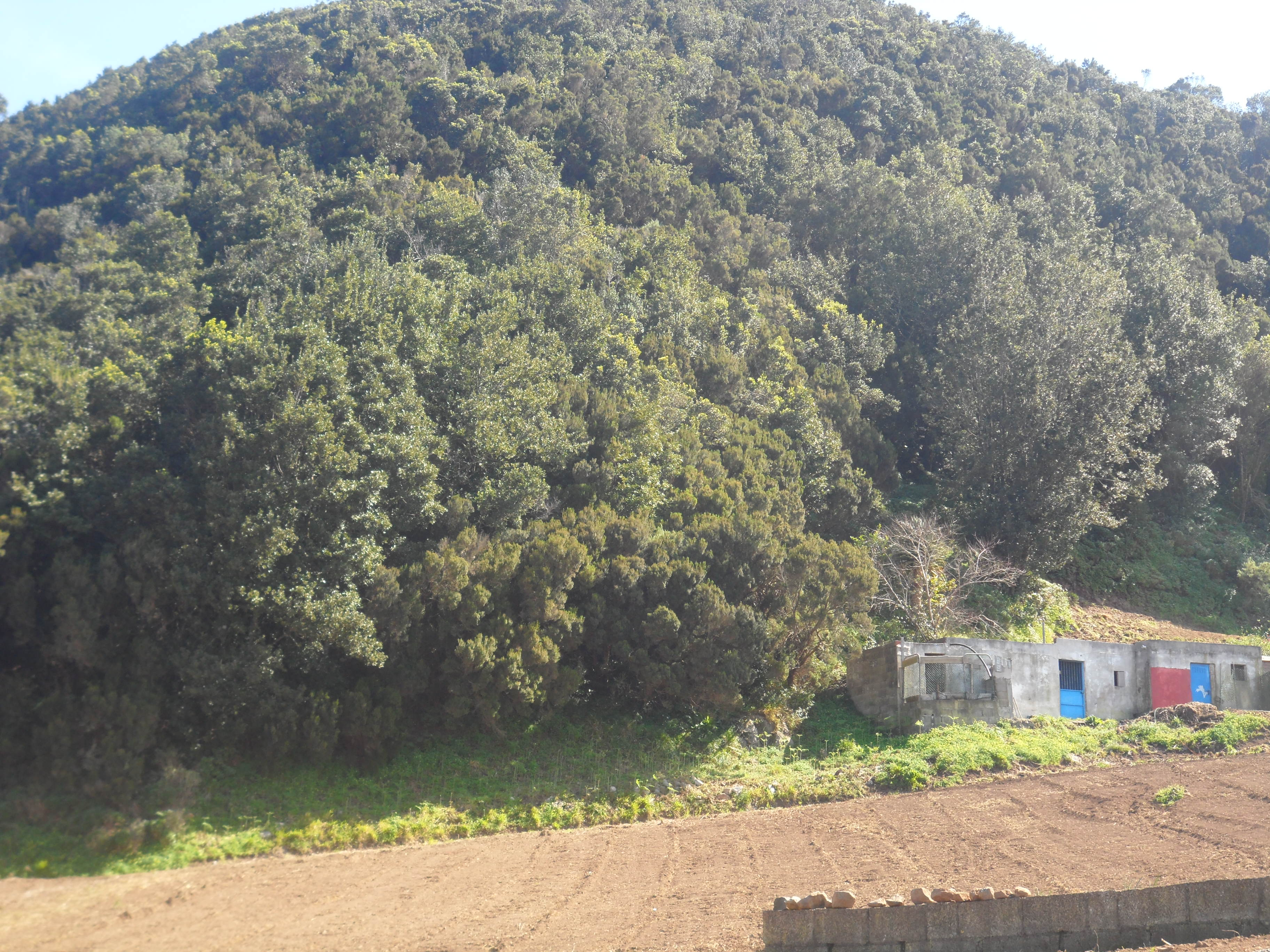
Cabezo junto al que se asienta el caserío.

Su nombre deriva del cabezo —extremo superior de una montaña rocosa de forma redondeada— junto al que se asienta el caserío.

## Geografía
Se encuentra situado en la cabecera del barranco del Río, en la vertiente norte del macizo de Anaga. Sus viviendas se disponen a lo largo de la carretera que conduce a Las Carboneras, muy cerca del núcleo de El Río, a 14 kilómetros de la ciudad y a una altitud media de 776 m s. n. m.
Cabezo Toro se encuentra incluido en el espacio natural protegido del Parque Rural de Anaga.

## Demografía
Este caserío no aparece como entidad independiente en los censos de población al ser englobado, junto a los otros caseríos del macizo de Anaga pertenecientes a La Laguna bajo la entidad de población denominada Las Montañas.
| Año        | 2000 | 2001 | 2002 | 2003 | 2004 | 2005 | 2006 | 2007 | 2008 | 2009 | 2010 | 2011 | 2012 | 2013 | 2014 | 2015 |
| ---------- | ---- | ---- | ---- | ---- | ---- | ---- | ---- | ---- | ---- | ---- | ---- | ---- | ---- | ---- | ---- | ---- |
| Habitantes | 175  | 170  | 167  | 160  | 171  | 180  | 186  | 300  | 303  | 300  | 288  | 286  | 288  | 293  | 289  | 284  |

## Comunicaciones
Se llega al caserío mediante la carretera TF-145 que lleva al núcleo de Las Carboneras.

### Transporte público

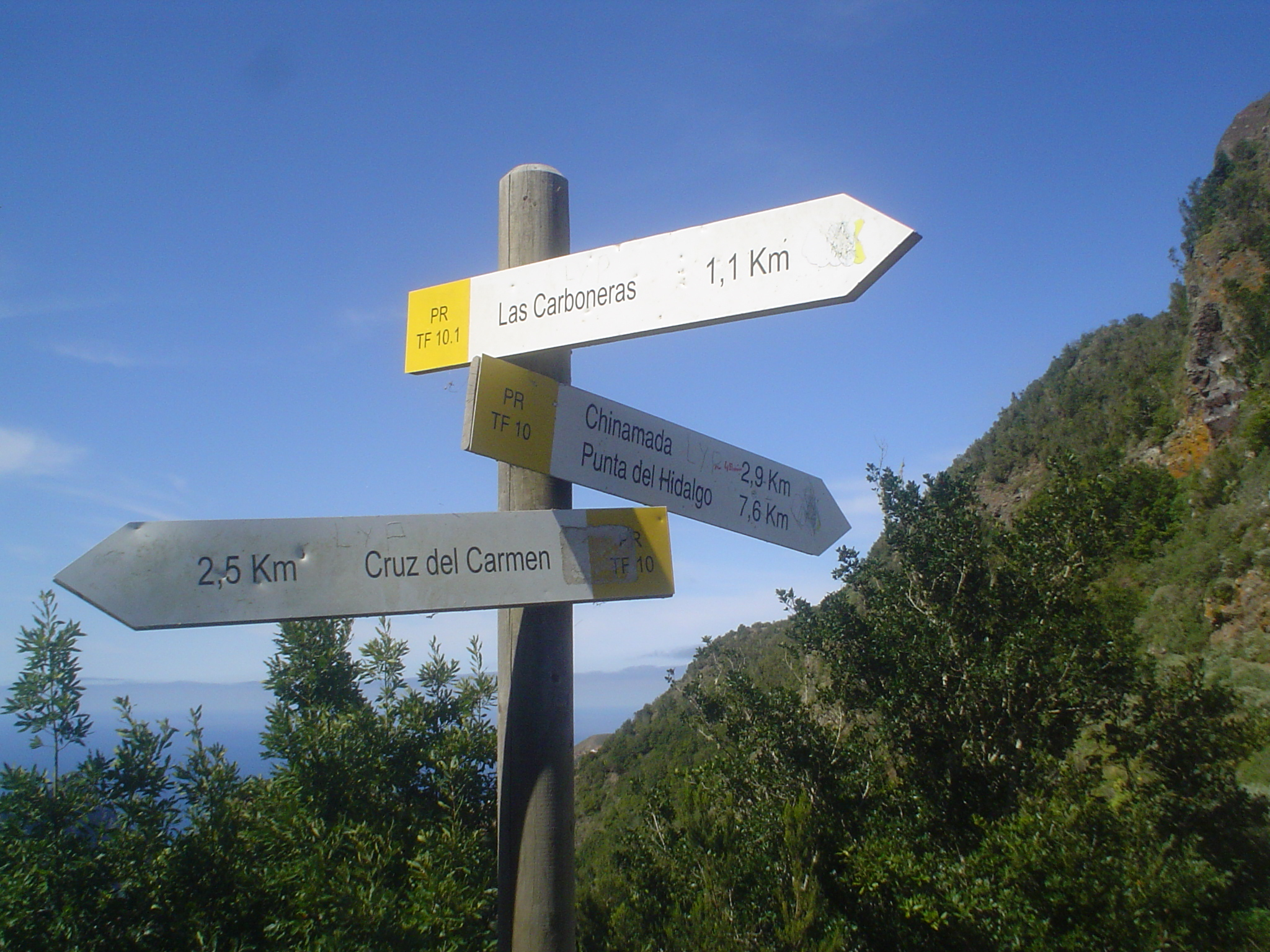
Señalización de senderos en la zona.

En autobús —guagua— queda conectado mediante las siguientes líneas de TITSA:
| Línea | Trayecto                             | Recorrido     |
| ----- | ------------------------------------ | ------------- |
| 275   | La Laguna - Las Carboneras - Taborno | Horario/Línea |

### Caminos
En el caserío se cruzan varios caminos aptos para la práctica del excursionismo, como el camino del Lomo los Dragos que conduce a El Batán, o el que lleva a Punta del Hidalgo atravesando Chinamada y que es uno de los caminos homologados de la Red de Senderos de Tenerife:
- Sendero PR-TF 10 Cruz del Carmen-Punta del Hidalgo.[5]
  - Sendero PR-TF 10.1 Variante de Las Carboneras.

## Galería

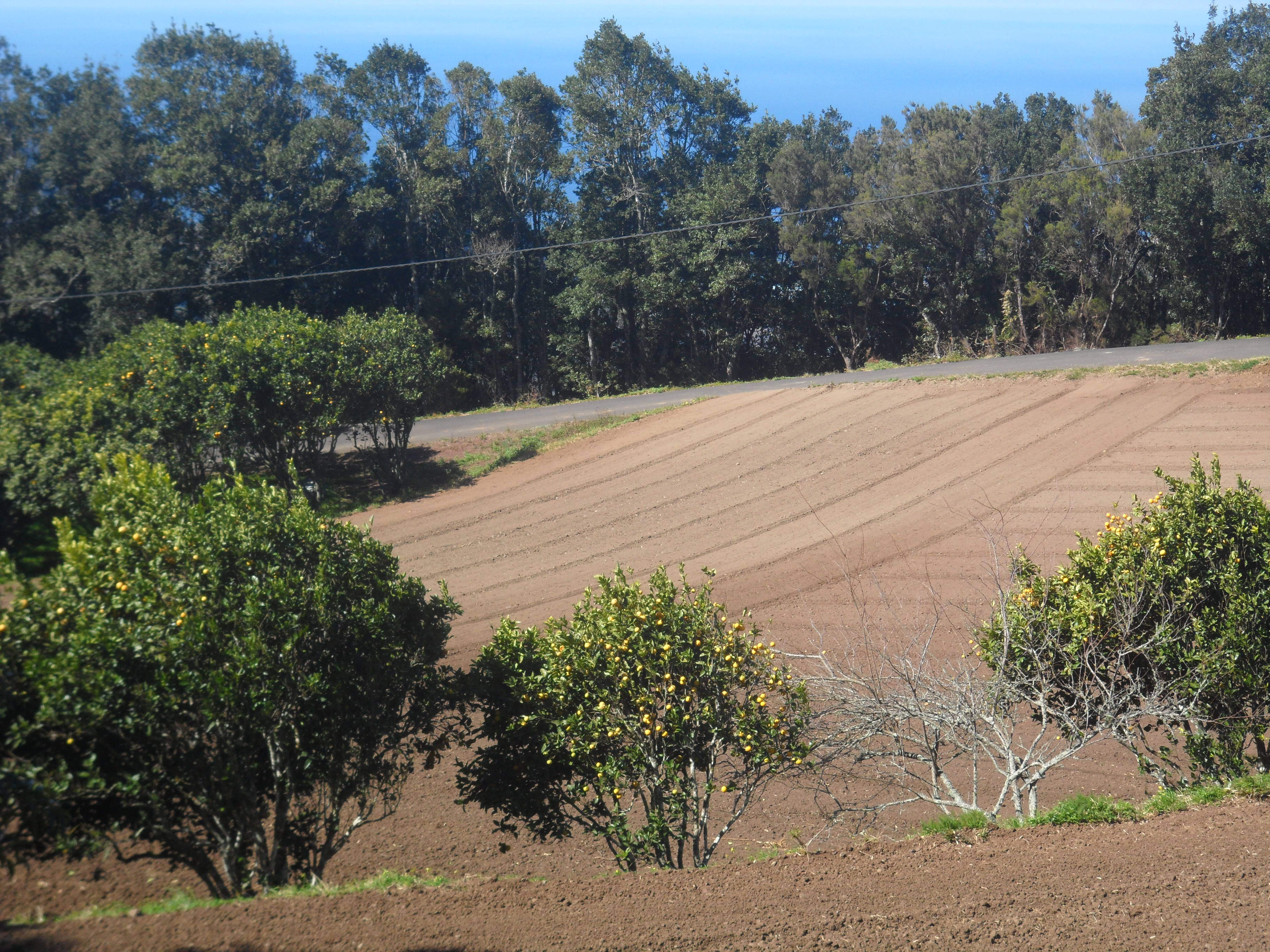
Tierras de cultivo en Cabezo Toro.
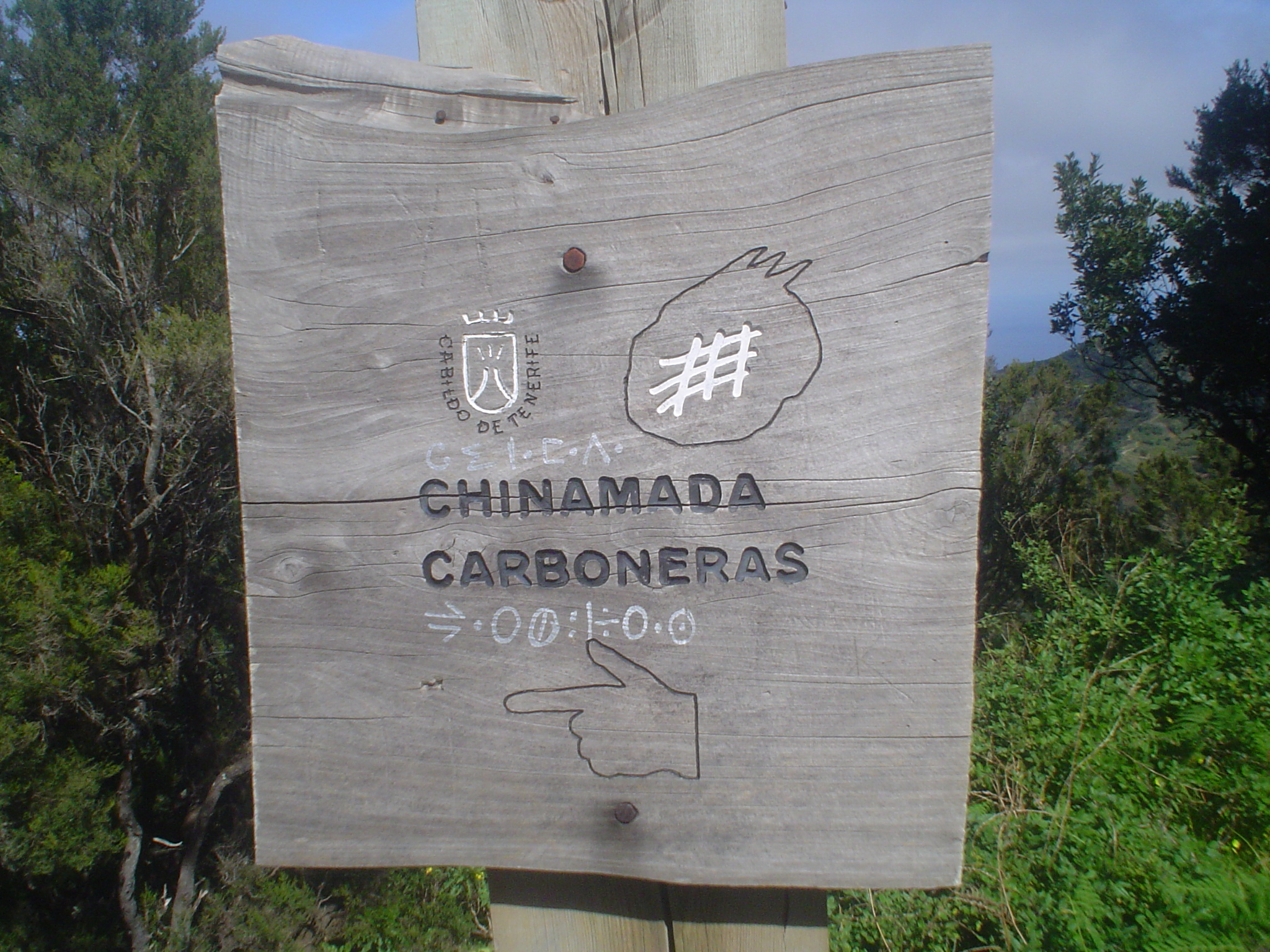
Señal indicando la dirección Chinamada-Las Carboneras.